# Joseph Zema
Joseph Zema (né le 10 août 1994 en Australie) est joueur de football canadien et américain. Il évolue au poste de botteur de dégagement pour les Alouettes de Montréal.

## Biographie
Après une carrière universitaire à l'université catholique australienne et à l'université du Verbe incarné, au Texas, et quelques essais dans la National Football League, il s'engage avec les Commanders de San Antonio de l'Alliance of American Football pour ses débuts professionnels en 2019. En 2021, il est repêché par les Alouettes de Montréal de la Ligue canadienne de football lors de repêchage international de la ligue.